# (469306) 1999 CD158
1999 سي دي 158 (ويعرف أيضًا باسم (469306) 1999 سي دي 158 وفق تسمية الكوكب الصغير) (بالإنجليزية: 1999 CD158)‏ هو كويكب ضمن حزام الكويكبات؛ وترتيبه 469306 من حيث الاكتشاف.
اكتُشف هذا الجُرم الفلكي بواسطة جين لوو في 10 فبراير 1999.

## وصلات خارجية
- (469306) 1999 CD158 في قاعدة بيانات مختبر الدفع النفاث لأجرام النظام الشمسي الصغيرة

- الاكتشاف · مخطط المدار ·  العناصر المدارية · المعلمات المادية

- (469306) 1999 CD158 على موقع ويكي سكاي: DSS2, SDSS, GALEX, IRAS, Hydrogen α, X-Ray, Astrophoto, Sky Map, Articles and images